# 無花果 (田村芽実のアルバム)
『無花果』（イチジク）は、日本の歌手・田村芽実の1枚目のオリジナルアルバムである。2020年4月8日にビクターエンタテインメントより発売された。

## 概要
田村芽実初となるフルアルバムである。1stシングル「輝いて 〜My dream goes on〜」、2ndシングル「魔法をあげるよ 〜Magic In The Air〜」、3rdシングル「舞台」とミニアルバム『Sprout』のリード曲「無形有形」に加え、新曲8曲を収録している。「少女から大人へ、未熟から完熟に変わる」をテーマに制作された。
初回限定盤と通常盤の2形態で発売。初回限定盤はCD+DVD、通常盤はCDのみ。アートディレクターは田村が普段から愛用しているファッションブランド『LEBECCA boutique』（レベッカブティック）の総合ディレクターである赤澤えるが担当した。DVD『CLIPS & COVERS』と同時発売。
特典として、本作のリリースイベントでの特典会参加券と、初回限定盤と通常盤、そしてDVD『CLIPS & COVERS』を全て購入した人全員にDVD『WOWOW PLUS MUSIC 田村芽実 ～ワタシノアカシ～ プレミアム映像』が当たるキャンペーン応募用シリアルコードが封入されている。なお、特典会を含むリリースイベントは新型コロナウイルス感染症 (COVID-19) の影響で全て中止となり、代わりに4月8日と4月12日にYouTube上にてインターネットサイン会が実施された。

## 収録曲

### CD
1. 無形有形 [4:34]
  - 作詞：末満健一 / 作曲・編曲：和田俊輔

ミニアルバム『Sprout』収録曲。
2. いちじく [4:07]
  - 作詞：河田総一郎 / 作曲・編曲：鶴﨑輝一

本作のリードトラックで、2020年2月12日より先行配信された[3]。
ミュージック・ビデオが制作された。監督は赤澤える[3]。
3. 魔法をあげるよ 〜Magic In The Air〜 [5:01]
  - 作詞：藤林聖子 / 作曲・編曲・プロデュース：飛内将大

2ndシングル。
4. わたしたちの冤罪 [3:15]
  - 作詞：松井五郎 / 作曲・編曲：田上陽一
5. 舞台 [4:01]
  - 作詞・作曲：吉澤嘉代子 / 編曲・プロデュース：横山裕章

3rdシングル。
6. 誓約 [3:49]
  - 作詞：松井五郎 / 作曲・編曲・プロデュース：飛内将大
7. 不完全ism [3:00]
  - 作詞：松井五郎 / 作曲・編曲：田上陽一
8. 闇夜だけこんばんわ [3:36]
  - 作詞：阿久悠 / 作曲：深田太郎 / 編曲：佐々木望
9. 肌という嘘 [3:49]
  - 作詞：末満健一 / 作曲・編曲・プロデュース：飛内将大
10. 毎日女の子 [4:12]
  - 作詞：末満健一 / 作曲・編曲：南ゆに
11. 輝いて 〜My dream goes on〜 [4:17]
  - 作詞：藤林聖子 / 作曲：Kari Kimmel / 編曲・プロデュース：飛内将大

1stシングル。
12. ユリシス [3:08]
  - 作詞・作曲：長谷川久美子 / 編曲：長谷川久美子・田上陽一

### 初回限定盤付属DVD
1. 田村芽実 × 赤澤える SPECIAL DOCUMENT
ファッションブランド『LEBECCA boutique』の赤澤えるとのプライベート感溢れるトーク映像を収録。

## 参加ミュージシャン
- 白井アキト：Piano (#1), Organ (#1)
- 吉田サトシ：Guitar (#1)
- 三國茉莉：Violin (#1)
- 和田俊輔：Program (#1), All Other Instrumental (#1)
- 鶴﨑輝一：Program (#2), All Instrumental (#2)
- 飛内将大 (agehasprings)：Program (#3, #6, #9, #11), All Instrumental (#3, #6, #9, #11)
- 田上陽一：Guitar (#4, #7, #12), Program (#4, #7, #12), All Other Instrumental (#4, #7, #12)
- 佐田慎介：Guitar (#5)
- 横山裕章 (agehasprings)：Program (#5), All Other Instrumental (#5)
- 佐々木望：Guitar (#8), Program (#8), All Other Instrumental (#8)
- 南ゆに：Program (#10), All Instrumental (#10)
- 長谷川久美子：Piano (#12)
- 向井航：Cello (#12)